# Mathieu Crickboom
Mathieu Gérard Adelin Crickboom, né à Hodimont (Verviers, Belgique) le 2 mars 1871 et mort à Ixelles (Bruxelles, Belgique) le 30 octobre 1947, est un violoniste, compositeur, chef d'orchestre et pédagogue belge.

## Formation musicale
Mathieu Crickbooom apprend les premiers rudiments de solfège avec son père, Mathieu Joseph, un ouvrier fileur et violoniste amateur qui était membre de diverses sociétés chorales dans la région de Verviers. Ses deux sœurs aînées, Henriette et Jeanne, sont également initiées à la musique par leur père. À neuf ans, Mathieu est inscrit à l’École de musique de Verviers. Il y apprend le solfège et le violon avec Louis Lelotte, Alphonse Voncken puis Louis Kéfer et le piano avec François Duyzings. Même si une myopie sévère le gêne pour lire la musique, il fait de rapides progrès et est bientôt capable de jouer avec des élèves plus âgés. Chez le violoniste Octave Grisard, il côtoie son professeur Antoine Grignard et l'altiste Servais Lempereur. Ensemble, ils déchiffrent notamment les partitions de Pleyel, Mazas, Viotti et Spohr. C'est dans ce cercle que Mathieu Crickboom fait la connaissance de Guillaume Lekeu, qui habite à Poitiers mais profite de ses vacances pour revenir à Verviers. Les deux musiciens deviennent très bons amis.
Dès l'âge de douze ans, Crickboom fait partie de l'orchestre de la Société d'Harmonie de Verviers, dirigée par Louis Kéfer. En 1887, à l'âge de seize ans, il remporte la médaille de vermeil pour le violon à l'École de musique de Verviers en interprétant le Premier concerto d'Henry Vieuxtemps et le Concerto en sol de Max Bruch. Le 4 octobre 1887, il entre dans la classe de perfectionnement en violon d'Eugène Ysaÿe, nommé professeur au Conservatoire royal de Bruxelles le 31 octobre 1886. La même année, il se présente à un concours organisé par le Théâtre royal de la Monnaie qui souhaite recruter des musiciens d'orchestre. Crickboom triomphe et se classe premier, mais au vu de son jeune âge, le Théâtre ne lui confie pas immédiatement le statut de violoniste soliste. En effet, durant un an, il est d'abord chef d'attaque des premiers violons avant d'obtenir le statut de soliste, poste qu'il occupe jusque 1890.
En 1888, le jeune Crickboom obtient le premier prix de violon avec la plus grande distinction dans la classe d'Ysaÿe. C'est le premier élève d'Ysaÿe à recevoir un premier prix, ce dernier se montre donc très enthousiaste envers Crickboom, comme en témoignent les quelques mots que le professeur laisse dans le registre d'examens : « c’est un artiste ; très bon musicien ; grande et belle technique d’archet et de doigts ; bel avenir ; homme sérieux ». Peu après, Mathieu Crickboom devient répétiteur de cette classe lorsque Ysaÿe est absent. Le 12 avril, il exécute la Symphonie héroïque et le Concerto pour violon de Beethoven lors d'un concert donné à l'occasion de la distribution des prix aux lauréats des concours de 1887. Au Conservatoire de Bruxelles, Mathieu Crickboom apprend l'harmonie et la musique de chambre avec les deux frères verviétois Auguste et Joseph Dupont. En 1889, il obtient son diplôme supérieur avec la plus grande distinction.
Le frère cadet de Mathieu, Joseph Crickboom (né à Hodimont le 25 novembre 1882 et mort à Bruxelles le 25 mars 1915), a aussi été élève d’Ysaÿe au Conservatoire de Bruxelles.

## Souvenirs d'enfance
Le fonds Mathieu Crickboom de la Bibliothèque royale de Belgique conserve le témoignage auto-biographique suivant :
Mon père, simple fileur, mais ouvrier d’élite, professait pour la musique, et plus spécialement pour le violon, une affection sans limites. Cet amour si entier, si passionné, me destinait dès ma naissance à faire des études musicales. Quoique n’ayant commencé ses études musicales qu’à l’âge de 20 ans, mon père possédait de tels dons qu’il devint en très peu de temps un musicien parfait et un violoniste de la meilleure école. Son professeur, Decloux, disait souvent : « Si vous étiez venu me voir dix ans plus tôt, j’aurais fait de vous un Vieuxtemps ». Aujourd’hui encore, cette opinion du vieux professeur me paraît raisonnable. Il possédait de plus une mémoire excellente et il lui arriva fréquemment de reproduire exactement, après une seule audition, les paroles et la musique d’un morceau qu’il avait entendu la veille. Une nature si débordante de musique, que tous ses sentiments s’exprimaient mieux par les airs, roulades, variations qu’il sifflait en travaillant, que par la parole.
Comme tous les ouvriers de cette époque, il se levait, été comme hiver, à 5 h 30 pour prendre son travail à 6 heures. Il rentrait à 12 h 10 pour diner, repartait à 12 h 50 pour se remettre au travail à 1 h et ne quittait l’atelier (la fabrique) qu’à 7 h du soir, parfois à 8 h si le travail pressait.
Malgré ce labeur énorme, si joyeusement consenti par tous à cette époque, son besoin de musique était si constant qu’il ne passait pas un jour sans toucher son violon. Souvent, il le prenait aussitôt rentré. Prétextant que la soupe était trop chaude, il jouait une étude de Fiorillo ou de Kreutzer qui avait ses préférences. L’étude terminée, il replaçait l’instrument dans l’étui avec soin, il se sentait tout ragaillardi et de bonne humeur.
Pour lui, les études musicales ne pouvaient être assimilées à un travail. Il faisait de la musique et écoutait chanter son cher violon dans l’état de ravissement que mettent les anges à jouer de la flûte ou de la harpe au Paradis.
L’âge d’école, alors, était sept ans. Il dut attendre avec impatience mes huit ans pour pouvoir me donner mes premières leçons de solfège dans le célèbre Garaudé. Ma sœur Henriette, de deux ans mon aînée, bénéficiait des mêmes leçons. Plus intelligente et plus délurée que moi, elle mit peu de temps pour solfier facilement dès la première ou la seconde lecture, alors que pour ma part, je n’étais sûr de ma leçon qu’après trois ou quatre répétitions.
Cette préparation au solfège dura ainsi pendant un an, sans que mon père s’aperçût que, toujours placé derrière ma sœur et myope comme il n’est pas permis de l’être, je ne déchiffrais pas les notes mais répétais de mémoire, après la deuxième ou la troisième lecture, ce que ma sœur Henriette déchiffrait. Antoine Grignard, mon premier professeur de solfège à l’École de musique de Verviers, fut le premier qui remarqua mon extrême myopie. Lorsqu’il dit à mon père que j’étais presque aveugle, il en resta abasourdi. « Pov’ pitit » dit-il, « je comprends à présent pourquoi il restait dans les jupes de sa maman et qu’il est si peu tenté d’aller jouer avec les autres ». L’étonnement de ma chère maman ne fut pas moindre. Elle me portait une affection particulière, ayant perdu son premier fils. Mes deux sœurs, plus bruyantes et de santé plus robuste, couraient à leurs jeux tandis que je restais sagement près d’elle. Quand elle sut que je devais porter « berriques », sa douleur fût immense. Jamais personne n’avait porté de lunettes chez nous ! Elle m’embrassait en pleurant et disait : « Comment est-il Dieu possible que tu voies si mal avec de si beaux yeux ? »
Nous fûmes le lendemain chez un oculiste. Il ne se mettait pas en peine pour éclaircir le degré de visibilité de ses clients. Il leur faisait compter le nombre de barreaux d’une grille faisant face à son cabinet. Il remit à ma mère une fiche indiquant 6 pour l’œil droit, 4 pour le gauche. Le vieux Weber, l’opticien de la Place des Martyrs, refusa obstinément de réaliser cette ordonnance, disant : « si je donnais à cet enfant le pince-nez demandé, il se brûlerait les yeux ». Il fit une combinaison à sa façon, excellente peut-être, mais avec laquelle je ne pouvais déchiffrer la musique qu’avec une grande difficulté. Kefer, mon prof. de violon n’y comprit jamais rien. « C’est bizarre », disait-il, « Crick[boom] est notre meilleur élève au solfège et il déchiffre mal au violon ». Je mis en effet plusieurs années pour arriver à déchiffrer correctement la musique… presque sans la voir.
Notre École de musique comptait un corps professoral peu nombreux mais remarquable. Voncken et Kefer donnaient les cours de solfège et de violon, le degré supérieur étant réservé au directeur ; Massau donnait les cours de cello et de contre-basse ; Hasseneyer et Daloze, deux prof. du Conservatoire de Liège, les bois et les cuivres ; Duyzings, prof. au Conservatoire de Liège lui aussi, ceux de chant et de piano. Le reste du corps professoral était complété par les meilleurs élèves de l’école : Lambiotte, Lelotte, Grignard. Mme Massau-Gillet donnait le cours de piano (filles).
La préoccupation principale du directeur était de former les éléments nécessaires à son orchestre. Les meilleurs élèves en faisaient partie dès qu’ils jouaient en mesure et à peu près juste. Les cours de solfège se donnaient trois fois par semaine de quatre à cinq heures. Les cours d’instruments de cinq à six. Le chiffre des élèves dans les classes de solfège était d’une trentaine, d’une dizaine dans les classes de violon. Aussi les professeurs ne s’embarrassaient-ils pas de donner une instruction compliquée : quelques exercices, peu de morceaux, les études habituelles de Kayser, Kreutzer, Fiorillo et Rode. Malgré le peu de temps que les professeurs pouvaient consacrer à leurs élèves, l’école de musique forma quantité de solistes réputés ; parmi les violonistes : Laoureux, Grisar, Angenot, Deru, Nestor Lejeune, Fauconnier, Jetteur ; les cellistes : Reuland, Gillet, Gérardy, Gaillard, D’Archambeau, Delporte, Paul Kefer ; les pianistes : Sauvage, Penasse et Albert Dupuis ; les chanteurs : Bouxman, Longtain, Jussy, Grisar, Lejeune, Deru, etc., tous excellents musiciens, rompus très tôt aux difficultés de l’orchestre, grâce à une classe d’ensemble bien donnée et à une formation précipitée.
Dès l’âge de treize ans, je quittai l’école primaire pour me consacrer à mes études musicales. C’est vers cette époque qu’eut lieu le concours pour désigner le professeur de piano. Je fus à ce concours l’élève n’ayant jamais mis les doigts sur l’instrument. Ce concours, comme il arrive parfois, n’était qu’une frime. Duyzings était désigné d’avance. Il fut frappé de mes aptitudes, main excellente et musicalité. Il me dit plusieurs fois dans la suite : « Quel dommage que vous n’ayez pu vous consacrer au piano, vous auriez fait un virtuose épatant. » Je ne me rendis compte que bien plus tard que Duyzings avait raison. Ma nature naturellement réfléchie et musicale, aurait trouvé dans la littérature pianistique un champ d’émotion mieux adapté à mon tempérament. Chose assez curieuse, ma sonorité, souvent assez faible au violon, était au piano très soutenue et sonore.
Je travaillai peu avec Duyzings, mais il avait su rapidement gagner toute mon affection et ma confiance. Il fut le premier artiste qui m’apprit qu’un professeur n’est pas seulement un maître dont on craint les observations ou les fureurs.
Voncken était certes encourageant, plein d’allant et d’entrain. Il donnait son cours de manière à intéresser ses élèves, mais ses réparties, ses observations, ses compliments étaient empreints d’une telle exagération, que mon sens inné de la mesure en était choqué. Il faut dire aussi que je ne travaillai avec lui que pendant deux ans et que j’étais trop jeune alors pour apprécier l’ironie d’encouragements comme ceux-ci : « travaille et tu seras célèbre ; encore quelques succès comme ceux que tu as déjà obtenu et on mettra ta statue en face de l’hôtel de ville de Hodimont ! »
Pour ce qui le concernait, Voncken était fort préoccupé de gloriole et je conterai peut-être quelques-uns de ses mots ou de ses discours, qu’il débitait avec le sérieux et l’emphase de Bonaparte entraînant ses troupes en Italie ou pendant sa campagne d’Égypte.
Élève du Conservatoire de Liège, où il connût son cher Eugène Ysaye dans la classe de Rodolphe Massart et où il obtînt un second prix, il étudia ensuite pendant quelque temps sous la direction de Vieuxtemps à Paris. Il ne jouait que quelques morceaux, mais il les jouait bien. La Fantaisie sur Faust, la Fantasia-Appassionata étaient ses chevaux de bataille.
Tel quel, il représenta pendant vingt ans pour l’agglomération verviétoise le type du parfait virtuose : content de lui, plein de faconde et parlant des maîtres comme il convient.
Celui qui ne l’a pas vu se lissant les moustaches en jetant un regard d’intense satisfaction vers les loges pendant que le public applaudissait gentiment « nos’t’alphonse » alors qu’il venait de terminer le solo de La Traviata n’a qu’une vague idée de ce que peut être le contentement de soi.
Autant Voncken était sûr de lui, autant Massau était travaillé par une frousse intense dès que le plus anodin soli pour violoncelle lui incombait. De jaune qu’il était, son teint passait au rouge le plus vif. C’est tout juste s’il arrivait à maintenir un contact suffisant de l’archet sur les cordes. Il possédait pourtant des dons précieux et des connaissances à en remontrer à plus d’un. Mais discute-t-on avec la frousse ? Ce maître froussard eut comme élèves : Reuland, Gérardy, Gaillard, d’Archambeau et quantité d’autres cellistes qui n’eurent jamais peur de rien, ce qui prouve que la frousse n’est pas communicative… comme la peur !
Louis Kefer, le directeur.
Le prototype du directeur. Ancien élève de Meerts et de Léonard au Conservatoire de Bruxelles, ses études musicales et son caractère le désignaient pour le rôle difficile qu’il eût à remplir dans cette petite ville de Verviers, où chaque professeur de musique se croyait destiné à tenir la place que cet étranger (Kefer était namurois) était venu usurper.
Libéral par nature et par éducation, il sût gagner et conserver de précieuses sympathies dans la bourgeoisie. Le développement de l’école en fût facilité. La commission de surveillance lui était toute dévouée et le concours du Conseil communal acquis. Aussi, l’école, qui ne comptait que deux prof. et 135 élèves lors de sa fondation en 1873, comptait 950 élèves et 24 professeurs en 1898.
Ce maître savait se faire respecter, mais il était peu aimé des élèves qu’il tenait sous sa férule. Autoritaire et colérique, je le vis maintes fois tourner en hurlant autour d’un pauvre élève abruti de peur. « Faites des bottines », hurlait-il, « faites-vous balayeur de rue, ne faites pas de la musique ».
Deux élèves, à ma connaissance, trouvèrent pourtant moyen de le calmer, je fus l'un d’eux.
La distribution avait eu lieu la veille et, pour obéir à mon père, j’avais omis de me présenter sur l’estrade pour recueillir mon prix, qui n’était du reste qu’un rappel.
J’étais à mon banc, attentif et soumis, selon mon habitude, car j’étais un enfant doux et studieux, lorsqu’il commença à tourner dans la classe en criant : « il y en a ici qui veulent faire le pot de terre, mais je les préviens qu’ils se briseront contre le pot de fer »… Me sachant en faute pour mon abstention de la veille, j’attendais des reproches plus directs lorsqu’il vint me hurler dans la figure : « mais vous souriez, je crois ? » Me rendant compte que mon absolue tranquillité le désorientait, je laissai tomber de ma voix la plus douce (j’avais treize ans) : « papa crie bien plus fort à la maison ! ». D’écarlate, sa figure devint blanche, son sang lui était retombé dans les bottines…
Une autre fois, il donnait leçon à Jean Cabay, un être exquis n’ayant que des dispositions moyennes et de plus un peu sourd. Je suppose que la physionomie un peu fermée de Cabay l’agaçait ou qu’il faisait payer au fils un vieux compte mal réglé avec le père qui était professeur de musique… Toujours est-il qu’il tournait en hurlant : « mais qu’attendez-vous ? Qu’attendez-vous ? »
Cette scène s’étant reproduite plusieurs fois, je suppose que Cabay en avait parlé à ses parents. Celui-ci répondit tranquillement : « mais, Mons. Kefer, j’attends que vous me donniez leçon, vous êtes payé pour ça ! ». À dater de ce jour, Cabay pût jouer tranquillement et reçut quelques conseils.
Ce que Kefer fit à Verviers à cette époque, aucun musicien de la ville n’eut pu le faire. Massau manquait de confiance et d’entregent, Voncken, parfait dans son rôle de soliste et de directeur de chorales, était trop jeune et de formation trop exclusivement violonistique ; la plupart des autres musiciens de la ville étaient plus doués qu’instruits et sans liens avec le dehors. Kefer, au contraire, avait participé pendant douze ans à la vie musicale de Bruxelles, avait fait des études plus complètes, avait vu à l’ouvrage quelques chefs d’orchestre excellents, dont Joseph Dupont. Avec lui, Verviers devint une filiale artistique de la capitale et ses interprétations de Beethoven ou de Wagner étaient puisées à une excellente source. On n’a pas fait mieux depuis.
Ce professeur si sévère s’humanisait dès que ses élèves avaient terminé leurs études ou quitté [incomplet, le manuscrit conservé se termine ici].

## Carrière

### Les débuts avec le Quatuor Ysaÿe
À partir de 1889, et ce parallèlement à son emploi à La Monnaie, Mathieu Crickboom intègre le Quatuor Ysaÿe, fraichement fondé, en tant que second violon. Ce quatuor, créé par Eugène Ysaÿe (premier violon), se compose également de l'altiste Léon Van Hout et du violoncelliste Joseph Jacob. Le groupe se produit notamment à Bruxelles au « Salon des XX » organisé par Octave Maus aux côtés de Théophile Ysaÿe, Arthur De Greef, Vincent d'Indy, ainsi qu'à Paris. Le vaste répertoire de musique de chambre du Quatuor inclut des œuvres françaises modernes (César Franck, Alexis de Castillon, Charles Bordes, Vincent d'Indy, Ernest Chausson, Gabriel Fauré, Claude Debussy) et des pièces de l'École russe (Tchaïkovsky et Borodine). Mathieu Crickboom participe ainsi à la création belge du Quatuor de Franck (Bruxelles, Les XX, 17 février 1891), du Quatuor op. 35 de d'Indy qui leur est dédié (Bruxelles, Les XX, 24 février 1891), du Concert pour piano, violon et quatuor à cordes de Chausson (Bruxelles, Les XX, 4 mars 1892) et du Quatuor de Debussy (Paris, salle Pleyel, 29 décembre 1893). Au cours d'une tournée avec le Quatuor, Crickboom fait la connaissance d'Ernest Chausson, avec qui il se lie d'amitié et qui lui dédie en 1898 son Quatuor à cordes op. 35.
En 1891, Crickboom présente Guillaume Lekeu à Eugène Ysaÿe. Un an plus tard, Crickboom dirige la création d'un fragment de la cantate Andromède de son ami. Après le décès précoce de Lekeu en 1894, Mathieu Crickboom deviendra l'un des plus fervents défenseurs de son œuvre.
De 1891 à 1893, durant les saisons d'été, Crickboom travaille comme violon solo dans l'Orchestre du Casino de Royan, ville où l'accueille Chausson lors de ses séjours. Il y rencontre « la pianiste Renée Campo Casso, petite-fille de l'ancien directeur de La Monnaie Auguste Deloche, qu'il épouse peu après et avec laquelle il se produira en duo ». Très recherché comme professeur, Crickboom donne des cours à Bruxelles et à Anvers en plus de ses activités de musicien d'orchestre, de soliste et de quartettiste. En outre, le jeune prodige fréquente « [...] les milieux artistiques les plus intéressants et les plus actifs de Bruxelles comme la famille Sèthe [...] Son activité était débordante, sa curiosité insatiable et sa capacité de travail extraordinaire [...] ».
Mathieu Crickboom quitte le Quatuor Ysaÿe en 1894, moment où son propre ensemble prend une ampleur internationale. Il y est temporairement remplacé par Franz Schörg (sv) puis définitivement par Alfred Marchot. Le Quatuor Ysaÿe se produit jusqu'en 1897 et à nouveau de 1900 à 1902.

### Le Quatuor Crickboom: l'émancipation
En 1892, Mathieu Crickboom fonde son propre Quatuor avec de jeunes musiciens évoluant également dans l'entourage d'Eugène Ysaÿe : l'altiste Jean Kéfer (second prix dans la classe Ysaÿe en 1892), le second violon Luigi Sartoni (premier prix de violon dans la classe Ysaÿe en 1891) et le violoncelliste verviétois Henri Gillet (1870-1897). Le groupe donne son premier concert le 27 février 1892 à Bruxelles, accompagné par le pianiste Jean Sauvage, ami de Guillaume Lekeu, pour le Quintette de Franck. Deux mois plus tard, pour la deuxième et dernière séance de la saison, le quatuor collabore avec un autre ami de Lekeu, le pianiste Auguste Pierret.
Dès sa seconde saison, le Quatuor est remanié. Luigi Sartoni ayant quitté la Belgique, il est remplacé par un autre élève d'Ysaÿe, le violoniste Laurent Angenot, qui prend la place de second violon. Jean Kéfer est quant à lui remplacé par l'altiste Hans (qui sera remplacé en 1894 par Paul Miry), élève de Léon Firket et de Cornélis Liégeois au Conservatoire royal de Bruxelles. Henri Merck remplace pour sa part Henri Gillet le temps de la saison 1893-1894. Cependant, durant les premières semaines de 1893, la santé de Crickboom se détériore et en février, un médecin conclut à une pleurésie. Le quatuor est contraint d'attendre la fin de l'été avant de jouer à nouveau. Malgré cela, la saison 1893-1894 coïncide avec l'acquisition d'une renommée internationale pour le quatuor bruxellois. En effet, recommandé par Vincent d'Indy, le quatuor est engagé aux concerts mensuels de musique de chambre organisés par le chef d'orchestre Eugène d'Harcourt (en) à Paris. Le groupe y donne cinq séances, d'octobre 1894 à avril 1895, se produit également à la Société nationale de Paris et à la Schola Cantorum. Mathieu Crickboom fréquente alors les cercles artistiques et salons parisiens, dont celui du prince de Polignac, où il donne des leçons d'accompagnement et se produit avec d'Indy, Fauré et Chausson. Par la même occasion, les quatre musiciens du quatuor belge deviennent chefs des pupitres de cordes à l'orchestre et jouent notamment avec le violoniste Jacques Thibaud. La presse musicale belge et française ne tarit pas d'éloges sur les Bruxellois : « L'excellent quatuor Crickboom », « Les séances que donnent en ce moment MM. Crickboom, Angenot, P. Miry et Gillet ont une haute saveur et comptent parmi les plus belles auxquelles nous ayons assisté cette année. », « Je crois bien avoir ressenti ma joie musicale la plus violente [...] par le quatuor Crickboom [...] », « Très vif succès à la salle d'Harcourt, pour la dernière séance du quatuor Crickboom, qui a exécuté avec une rare supériorité [...] ».
C'est à la même époque que Crickboom s'essaie à la pratique de chef d'orchestre. Entre 1894 et 1896, il fait les navettes entre Bruxelles et Paris. En mai 1895, le violoniste, accompagné de son quatuor, est de retour à Verviers, sa ville natale, dans le cadre des « concerts Vieuxtemps ». Ceux-ci s'intègrent « Parmi les nombreuses fêtes fréquemment organisées à Verviers pour recueillir les fonds nécessaires à l'érection de la statue Vieuxtemps. [...] le quatuor Crickboom, si applaudi à Paris et Bruxelles, a interprété magistralement des morceaux du regretté Guillaume Lekeu [...] ». Pour ce concert, le quatuor est notamment accompagné de la pianiste Louise Merck, qui collaborera fréquemment avec ce dernier.

### Barcelone (1895-1904)

#### Le Quatuor Crickboom à laSocietat Catalana de Concerts
En 1895, le Quatuor Crickboom est engagé par la Societat Catalana de Concerts de Barcelone pour donner une série de cinq auditions (les 13, 17, 20, 24 et 27 octobre). Les programmes se constituent d'œuvres de Bach, Beethoven, Schubert, Schumann, Borodine, Brahms, Grieg, Frank, Lekeu, d'Indy, Fauré, Chausson et Debussy. Le quatuor doit cette initiative au pianiste espagnol Isaac Albéniz, qui avait déjà côtoyé Crickboom car il avait fréquenté le Conservatoire royal de Bruxelles, où il avait obtenu le premier prix de piano. Il s'était également produit dans des cercles privés belges en 1892. En outre, « associés à l'école belge de violon et au Conservatoire de Bruxelles, ils jouissent d'emblée d'un grand prestige auprès des modernistes barcelonais ». La réception de la première session est assez nuancée, certains critiques saluant un « succès extraordinaire », d'autres avançant le manque d'intérêt du grand public. Toutefois, « les qualités interprétatives du quatuor Crickboom incitent Alfred Garcia Fària, président de la Societat Catalana de Concerts, à proposer au violoniste belge le poste de directeur de la société aux alentours du 20 octobre ».
En 1896, le Quatuor Crickboom effectue une tournée espagnole de quatorze concerts et se produit à Madrid, Bilbao, Barcelone, etc. En avril, Crickboom accède à ses nouvelles fonctions de directeur des Concerts Symphoniques et de l'Académie de Musique de Barcelone, qui vient d'être créée. Son frère Joseph, qui l'a suivi à Barcelone, y obtiendra un 1er accessit en violon. Toujours domicilié à Paris en mai 1896, Mathieu Crickboom y épouse le 26 de ce mois la pianiste Clémence (appelée aussi Renée) Campocasso (née à Bordeaux le 9 août 1875 et morte à Ixelles le 13 janvier 1958), ayant pour témoins son beau-frère violoniste Ulysse Bosquet ainsi qu'Eugène Ysaÿe et Ernest Chausson. Le couple aura deux enfants, Jeanne (1899-après janvier 1958), qui sera entre 1924 et 1930 l'épouse de l'écrivain Camille Goemans, et Paul (1902-1939), qui sera violoniste comme son père et l'époux de la pianiste Marthe van Calck (morte en 1969).
Installé avec sa femme à Barcelone, Crickboom organise son premier cycle de concerts le 31 octobre et les 5 et 8 novembre 1896 au Teatro Lirico, où se produisent Eugène Ysaÿe, Guillaume Guidé et Ernest Chausson. Les interprètes y jouent des œuvres de Chausson, d'Indy, de Bach, de Beethoven, de Wagner et de Weber. Une fois de plus, l'accueil semble mitigé, à cause de la querelle locale opposant modernistes et traditionalistes. Jusqu'en mai 1897, Crickboom continue à organiser des concerts pour la Societat Catalana de Concerts. Henri Lejeune remplace l'alto Paul Miry et Crickboom recrute les musiciens espagnols Enrique Granados (piano), Enric Guadayol (clarinette), Roca (basson), Ribera (piano), Jamar (cornet) et Valls (contrebasse), qui s'associent avec quelques élèves de l'Académie. En juin 1897, la Societat Catalana de Concerts est dissoute. Selon Fanny Gomez Y Montes, ce déclin coïncide avec la progressive dissolution du Quatuor belge. En effet, depuis fin avril 1895, les membres expriment des intérêts divergents. À part Crickboom qui jouit d'une situation financière stable par son poste de directeur, les autres membres du Quatuor, qui sont uniquement rémunérés pour leurs statuts de chambristes, ne bénéficient pas d'une sécurité financière suffisante et font part de leur volonté de retourner en Belgique. Le décès d'Henri Gillet le 3 août 1897 ainsi que le départ de Lejeune et d'Angenot pour La Haye où ils rejoignent le Quatuor Zimmer sonne la fin du Quatuor Crickboom originel.

#### Le nouveau Quatuor Crickboom et laSocietat Filarmónica de Barcelona
La Societat Filarmónica de Barcelona succède rapidement (en septembre 1897) à la Societat Catalana de Concerts, et s'inscrit dans un objectif double. Il s'agit d'une part de développer et d'encourager du goût musical à Barcelone (par le biais d'auditions de musique de chambre et de concerts à grand orchestre), et d'autre part de perfectionner le quatuor à cordes de l'Académie ainsi que les instruments de bois et métal pour la fondation d'une société d'instruments à vent. Durant huit saisons (1897-1905), Mathieu Crickboom prend part à diverses activités : en tant que directeur, il s'occupe de tâches administratives, il enseigne le violon et l'alto à l'Académie (secondé par Enric Ainaud), mais surtout, « [...] il devient le pilier des cycles de concerts ». « Dans la majeure partie d'entre eux, il tient un rôle central comme chef d'orchestre, violoniste soliste, chambriste, ou encore comme directeur artistique. » Dans ce cadre, il collabore avec des chefs d'orchestre, des musiciens et des chanteurs venus du monde entier, et fait notamment appel à son maître Eugène Ysaÿe. Le répertoire de la Sociedad Filarmónica de Barcelona comprend tant des œuvres baroques (Lully, Delalande, Boccherini, etc.), que des œuvres classiques (Mozart, Haydn, Gluck, etc.), romantiques (Brahms, Berlioz, Schubert, etc.), modernes (Bizet, Chabrier, De Greef, Vieuxtemps, etc.) et espagnoles (Morera, Albéniz, Granados, etc.).
Bien que très occupé par ces diverses activités, Mathieu Crickboom ne délaisse pas pour autant son Quatuor, qu'il reconstitue pendant cinq mois (début novembre 1897 à la fin mars 1898) avec de nouveaux membres locaux : son élève Josep Rocabruna (violon), le professeur Rafael Gálvez (alto) et le jeune violoncelliste Pablo Casals. Renée Campocasso (l'épouse de Crickboom) ou Enrique Granados les rejoignent lorsqu'un pianiste est requis. En outre, le violoniste belge « prend également la direction de son propre orchestre constitué d'élèves et de professeurs de l'Académie de la Société philharmoniques ».
Parallèlement à ses occupations en Catalogne, Mathieu Crickboom effectue régulièrement des tournées en Russie (trente-cinq concerts en 1896), en France (1900-1902), en Italie (1901), en Belgique, en Allemagne (1900, 1902), en Suisse (1903)… Dès 1902, il tente de rentrer en Belgique pour succéder à Jean-Baptiste Colyns au Conservatoire de Bruxelles, mais en vain. Il rentre définitivement dans son pays natal en 1904, année où, faute de moyens financiers, la Societat Filarmónica de Barcelona disparait. Néanmoins, il ne perd pas contact avec Barcelone et y retourne en 1905, 1906, 1913, 1919, 1920 et 1925.
Durant sa période barcelonaise, Crickboom a enseigné le violon à de nombreux élèves parmi lesquels Josep Rocabruna, Enric Ainaud i Sanchez ou encore Ina Litell.

### Retour en Belgique et intérêt pour la pédagogie

#### Les Concerts Crickboom
Mathieu Crickboom rentre définitivement en Belgique fin mai 1904, après avoir organisé des manifestations d'adieu, auxquelles participe Eugène Ysaÿe. À son retour, il s'associe à Théo Ysaÿe « avec lequel il crée, à la salle Erard de Bruxelles, des cours supérieurs de piano et de violon ». Avant son retour définitif sur le territoire belge, Crickboom effectue déjà des allers-retours entre Bruxelles et Barcelone. C'est ainsi que début février, Crickboom, « qui revient d'Espagne chargé de lauriers », joue avec son maître Eugène Ysaÿe lors d'une soirée musicale organisée par le Cercle artistique et littéraire. Entre mai 1904 et novembre 1905, Mathieu Crickboom organise les « Concerts Crickboom » à la Grande Harmonie, pour lesquels il invite les cantatrices Maria Gay (à qui il a déjà fait appel à Barcelone), Maikki Jarnefeld, Cécile Thévenet, Charlotte Lormont, Jane Delfortrie et Lily Lang, le baryton Froelich, les pianistes Théo Ysaÿe, Arthur De Greef, Édouard Risler, Émile Bosquet (élève d'Arthur De Greef), Jean du Chastain, Ossip Gabrilowitsch, Isaac Albéniz et Lucien Wurmser, l'altiste Léon van Hout (en), les violoncellistes Joseph Jacob et Elsa Rugger et le violoniste Mariano Perello. Au programme : Bach, Beethoven, Schumann, Chausson, Saint-Saëns, Chopin, Lekeu et Mozart.
Mathieu Crickboom continue entre-temps à entretenir, de 1905 à 1910, sa carrière de soliste, à travers de nombreux concerts en Europe occidentale (Finlande, Hollande, Belgique, Allemagne et Angleterre) et en Russie.

#### Professeur aux Conservatoires de Liège et de Bruxelles
En 1910, il est nommé professeur au Conservatoire royal de Liège, où il succède à Ovide Musin, parti en Amérique. En 1914, le musicien, « qui sait manier la plume aussi bien que l'archet quand il s'agit de défendre la musique », fonde le périodique bimensuel La Tribune musicale, afin de « propager des œuvres modernes de tous les domaines et de proposer une réflexion sur les réformes qui s'imposent dans l'enseignement ». Entre le 1er janvier et le 1er septembre 1914 paraissent quatorze numéros et une trentaine d'articles, rédigés par le violoniste verviétois et ses collaborateurs comme Pierre Aubry. Il y est principalement question de la vie musicale bruxelloise. Un article est dédié à Guillaume Lekeu et un autre à Eugène Ysaÿe. Le début de la Première Guerre mondiale met malheureusement fin à la publication.
Durant sa période liégeoise, Crickboom a eu de nombreux élèves parmi lesquels Léon Defossez, Raymond Dengis (futur directeur du Conservatoire de Verviers), Pierre Moulaert, mais également son fils Paul Crickboom ainsi qu'Enrique Casals, le frère de Pablo Casals.
En 1919, à la suite du décès d'Alexandre Cornélis (1848-1917), il devient professeur de perfectionnement en violon au Conservatoire royal de Bruxelles, et ce jusqu'à sa mise à la retraite en 1936. Il y revient cependant de 1940 à 1945 en tant que professeur honoraire afin de remplacer Maurice Raskin, exilé à Londres en raison de la guerre. Entre 1919 et 1945, il donne notamment cours à des musiciens tels que René Hosselet, Georges Béthume (qui sera chef d'orchestre à l'INR) ou encore Georges Octors.
En 1920, lors des fêtes du Centenaire de Vieuxtemps organisées à Verviers sous la direction d'Ysaÿe, Crickboom est choisi, aux côtés de Mischa Elman et de Jacques Thibaud (qui sera finalement absent) pour exécuter les concerti de Vieuxtemps. Son interprétation « magistrale » prouve que le professeur n'a aucunement perdu la main.
En 1923, Crickboom rejoint l'équipe de la revue bimensuelle La Belgique musicale, supplément du périodique Le Courrier musical de Paris, mise sur pied à Verviers par Lucien Lambotte.
En 1924, Eugène Ysaÿe lui dédie sa 5e sonate pour violon seul op. 27, composée au Zoute.
Ses postes aux Conservatoires l'amènent à entreprendre une œuvre de pédagogue, dans la continuité de celle de Charles-Auguste de Bériot. ll rédige alors une École moderne de Violon, « tenant compte des progrès techniques et présentée de façon progressive ». Entre 1908 et 1923 paraît une méthode en cinq cahiers intitulée Le violon théorique et pratique qui connaît un succès considérable. « Publiée d'abord en français, elle sera traduite en néerlandais puis en espagnol, en anglais, en allemand, en italien et en grec ». En 1975, elle est encore considérée comme « l'un des monuments les plus importants de la littérature didactique ». En 1922, Crickboom publie La technique du violon en trois cahiers, suivie en 1924-1925 par Les maîtres du violon en douze cahiers d'études progressives, et enfin les Duos progressifs pour deux violons en trois cahiers en 1935, qui sont des révisions des sonates et des concertos les plus célèbres.
Mathieu Crickboom a possédé plusieurs violons, parmi lesquels un instrument du luthier italien Gagliano ; la violoniste grecque Sophie Pimenides a acquis ce violon après la mort de son professeur.

## Répertoire
Le répertoire de Mathieu Crickboom comprend, entre autres : 
- Isaac Albéniz ;
- Jean-Sébastien Bach ;
- Ludwig van Beethoven ;
- Hector Berlioz ;
- Georges Bizet ;
- Charles Bordes ;
- Alexandre Borodine ;
- Johannes Brahms ;
- Max Bruch ;
- Alexis de Castillon ;
- Emmanuel Chabrier ;
- Ernest Chausson ;
- Frédéric Chopin ;
- Claude Debussy ;
- Arthur De Greef ;
- Antonín Dvořák ;
- Gabriel Fauré ;
- César Franck ;
- Alexandre Glazounov ;
- Christoph Willibald Gluck ;
- Edvard Grieg ;
- Joseph Haydn ;
- Georg Friedrich Haendel ;
- Victor Herbert ;
- Vincent d'Indy ;
- Édouard Lalo ;
- Sylvio Lazzari ;
- Guillaume Lekeu ;
- Jean-Baptiste Lully ;
- Felix Mendelssohn ;
- Wolfgang Amadeus Mozart ;
- Camille Saint-Saëns ;
- Franz Schubert ;
- Robert Schumann ;
- Johan Svendsen ;
- Giuseppe Tartini
- Piotr Ilitch Tchaïkosvky ;
- Henri Vieuxtemps ;
- Antonio Vivaldi.

## Œuvre
Source : Sylvie Janssens, « Crickboom, Mathieu », sur www.mgg-online.com, novembre 2016, consulté le 12 janvier 2021.

### Compositions
Les activités de Crickboom en tant que chambriste, soliste, chef d'orchestre et pédagogue l'emportent sur son travail de compositeur, mais il écrit tout de même quelques œuvres, qui d'un point de vue stylistique s'inscrivent dans la tradition de César Franck et de son école et qui se concentrent sur les possibilités techniques du violon.

#### Musique vocale
- Dix Mélodies pour chant et piano op. 12, restées sous forme manuscrite et composées entre 1908 et 1916 sur des poèmes de Paul Verlaine, Victor Orban, Joséphin Soulary, Marceline Desbordes-Valmore, Jacques Madeleine, Paul Bourget et Charles Van Lerberghe KBR, Mus. Ms. 674 37

1. Les deux cortèges - Joséphin Soulary (août 1911)
2. Solitude - Victor Orban (Ixelles, 28 mai 1908)
3. Crépuscule - Victor Orban (Ixelles, 29 mai 1908)
4. Les Roses de Saadi - Marceline Desbordes-Valmore (Ixelles, 25 avril 1916)
5. Là-bas - Jacques Madeleine (Ixelles, 29 avril 1916)
6. Sur la falaise - Paul Bourget (Ixelles, 4 mai 1916)
7. O triste était mon âme - Paul Verlaine (Ixelles, 30 mai 1908, revu le 25/12/16)
8. Le seigneur a dit - Charles Van Lerberghe (Ixelles, 16 juin 1908)
9. Roses ardentes - Charles Van Lerberghe (Ixelles, 27 décembre 1915)
10. Les Grotesques - Paul Verlaine

#### Musique instrumentale
(Sauf indication contraire, pour violon et piano)
- Esquisses op. 1, Paris, Baudoux, dédié à Ernest Chausson [KBR, Mus. 323 C]. Voir en ligne. Crickboom réédite ses trois esquisses chez Schott frères sous le titre Le Lac des cygnes (trois esquisses), n'y mentionnant plus le dédicataire d'origine et en apportant des modifications, plus particulièrement dans la troisième esquisse [KBR, IV 35.615 B 95 Mus.]. L’œuvre est jouée en concert par Ina Litell, une élève de Crickboom, en la salle Érard à Paris au mois de mars 1906[65].
- Les Larmes sans numéro d'opus qui devient Romance (Les Larmes) op. 8, Schott frères [KBR, IV 35.615 B 94 Mus.] ; cet opus est dédié à son élève Elsie Gould, qui a suivi son enseignement à Liège[60].
- Le Chant du barde sans numéro d'opus [KBR, manuscrit autographe, Mus. Ms. 61]. Voir en ligne. Il s'agit de la version antérieure de Ballade op. 9, Schott frères [KBR, IV 35.615 B 121 Mus.] ; cet opus est dédié à son élève Joaquin Blanco Recio ; ce dernier interprète l’œuvre le 9 janvier 1911 à Bruxelles, accompagné par le pianiste Paul Peracchio (un élève d'Arthur De Greef)[66].
- Poème op. 10 (1905), édité en 1922 par Schott frères [KBR, IV 35.615 B 120 Mus.] ; cet opus est dédié à son élève Mariano Perelló.
- Sonate en ré mineur op. 11 (créée le 10 avril 1896 à Paris par le compositeur accompagné de sa future épouse Clémence au piano[67]), Schott frères [KBR, Charles Scharrès III/1041 Mus.] ; on distingue dans cette page les influences conjointes du Quatuor de Debussy et de la Sonate de Franck.
- Chant élégiaque (pour violon ou violoncelle et piano) op. 11 (1915), Schott frères [KBR, IV 35.615 B 96 Mus.] ; cet opus est dédié à son frère violoniste Joseph Crickboom[68] ; l'autographe de cette pièce est conservé [KBR, Mus. Ms. 674/38].
- Idylle pastorale, Schott frères ; cette page est dédiée à son élève Ina Litell. La parution de l'édition bruxelloise de Georges Oertel est annoncée dans Le Guide musical du 5 janvier 1908.
- Chanson, Chant populaire et Romance, Bruxelles, Oertel [KBR, Mus. 322 C] Voir en ligne. Ces pièces sont dédiées à son élève Enric Ainaud i Sánchez. La parution de ce recueil de trois pièces est annoncée dans Le Guide musical du 5 janvier 1908.
- Pièce pour violon et piano [KBR, Mus. Ms. 63]. Voir en ligne.
- Près du berceau (pour violon ou violoncelle et piano), Schott frères [KBR, IV 35.615 C 20 Mus.].

### Ouvrages pédagogiques
- Le violon, théorique et pratique, Bruxelles et Paris, Schott frères, 5 cahiers, 1908-1923.
- La technique du violon, Bruxelles et Paris, Schott frères, 3 cahiers, 1922.
- Les maîtres du violon, Bruxelles, Schott frères, 12 cahiers, 1924-1925.
- Duos progressifs pour deux violons, 3 cahiers, Bruxelles et Paris, Schott frères, 1935.

## Fonds Mathieu Crickboom
La section de la Musique de la Bibliothèque royale de Belgique conserve le fonds Mathieu Crickboom, constitué en 1983. Cet ensemble contient des manuscrits musicaux (dont des autographes) du compositeur, des coupures de presse, des programmes de concerts et de la correspondance du musicien avec ses amis et collègues; repris sous la cote Mus. Ms. 674, il est divisé en plusieurs parties :
1. Mus. Ms. 674 [1-25] : écrits sur la musique (enseignement musical en Belgique, compositeurs et musiciens, concerts, technique du violon, lettres de Mathieu Crickboom adressées à des ministres et directeurs, etc.) et manuscrits musicaux ;
2. Mus. Ms. 674 [26-27] : notes de Mathieu Crickboom, journal de Mathieu Crickboom, liste d'élèves de Crickboom, écrits sur l'École belge de violon et sur la musique à l'école, notes sur des musiciens, programmes de concerts, etc. ;
3. Mus. Ms. 674 [28-30] : manuscrit de Crickboom sur Jean-François Vieuxtemps et son fils Henry Vieuxtemps, notes sur Eugène Ysaÿe et d'autres personnalités artistiques, petites histoires/blagues, analyses d'œuvres musicales, trois poésies (Crickboom ?) ;
4. Mus. Ms. 647 [31] : lettres de Pierre de Bréville, Pablo Casals, César Cui, Ernest Chausson, Mathieu Debaar, Claude Debussy, Octave Maus, Paul Gilson, Eugène Ysaÿe, Théo Ysaÿe, Vincent d'Indy, etc. ;
5. Mus. Ms. 674 [32-33] : lettres de personnalités internationales, coupures de presse (1887-1924) et critiques (1911-1930) ;
6. Mus. Ms. 674 [34] : coupures de presse (Espagne), programmes de concerts en Espagne, affiche pour le concours international Eugène Ysaÿe 1937, coupures de presse concert Arthur De Greef en Espagne, affiche-programme 12/11/1913 (34/1) ;
7. Mus. Ms. 674 [35-36] : fragments tirés dans les lettres de la mère de Mathieu Crickboom, dossier Lekeu ;
8. Mus. Ms. 674 [36] : copies de la correspondance de Guillaume Lekeu par Mathieu Crickboom ;
9. Mus. Ms. 674 [37-38], [39-40] et [41-45] : manuscrits musicaux autographes de Crickboom, Lekeu...

### Articles
- Mathieu Debaar, « La carrière artistique de Mathieu Crickboom », Bulletin de la Société liégeoise de Musicologie, no 10, 10 janvier 1975, pp. 9-18.
- Fanny Gomez Y Montes, « Musiciens espagnols en Belgique, musiciens belges en Espagne : Albéniz, Arbós, Crickboom », Revue de la Société liégeoise de Musicologie, no 29, 2010.
- Malou Haine, « Joseph Servais et les séances de musique de chambre à Bruxelles », Revue Belge de Musicologie / Belgisch Tijdschrift voir Muziekwetenschap, vol. 68, 2014, pp. 91-120.
- Sylvie Janssens, « Crickboom, Mathieu », sur www.mgg-online.com, novembre 2016, consulté le 12 janvier 2021.
- Christophe Pirenne, «Crickboom, Mathieu », Nouvelle biographie nationale, vol. 6, Académie royale des sciences, des lettres et des beaux-arts de Belgique, 2001, pp. 91-93.
- Michel Stockhem, « Lettres d'Ernest Chausson à Eugène Ysaÿe », Revue belge de Musicologie / Belgische Tijdschrift voor Muziekwetenschap, vol. 42, 1988, pp. 241-272.
- Olivia Wahnon de Oliveira, « Le Conservatoire royal de Bruxelles pendant la Seconde Guerre mondiale », Revue Belge de Musicologie / Belgisch Tijdschrift voir Muziekwetenschap, vol. 69 « Musical Life in Belgium During the Second World War / La vie musicale en Belgique pendant la Seconde Guerre mondiale / Het muziekleven in België tijdens het Tweede Wereldoorlog », 2015, pp. 283-304.

### Ouvrages
- Marie Cornaz, À la redécouverte d'Eugène Ysaÿe, Turnhout, Brepols, 2019.
- Guillaume Lekeu, Luc Verdebout (éd.), Correspondance, Liège, Mardaga, 1993.
- Michel Stockhem, Eugène Ysaÿe et la musique de chambre, Liège, Mardaga, 1990.

### Mémoires et thèses
- Paul Kuyper, Le violoniste Mathieu Crickboom (1871-1947), quartettiste, chambriste, soliste, chef d'orchestre, pédagogue, compositeur, mémoire de licence en musicologie, Université libre de Bruxelles, 1989.